# Nederlands landskampioenschap hockey 1898/99
Het Nederlands landskampioenschap hockey werd voor het eerst gespeeld in het seizoen 1898/99 en werd gewonnen door de 's-Gravenhaagsche Hockey & Bandy Club. Zwolle had zich ook aangemeld, maar trok zich zonder te spelen terug. In de eindstand is te zien dat niet iedere ploeg evenveel wedstrijden heeft afgewerkt. Naast deze afdeling was er ook nog een aparte competitie voor studententeams, waarvoor Utrecht, Delft en Leiden zich hadden ingeschreven. Utrecht werd hier de winnaar.

## Onofficiële eindstand
| Positie | Club          | WG | W | G | V | P  | DS    |
| ------- | ------------- | -- | - | - | - | -- | ----- |
| 1.      | 's-Gravenhage | 5  | 5 | 0 | 0 | 10 | 47-5  |
| 2.      | Haarlem       | 5  | 3 | 0 | 2 | 6  | 41-12 |
| 3.      | Velsen        | 6  | 1 | 0 | 1 | 2  | 12-51 |
| 4.      | Amsterdam     | 4  | 1 | 0 | 3 | 2  | 4-36  |

Nederlands landskampioenschap:

1897/98 ·
1898/99 ·
1899/00 ·
1900/01 ·
1901/02 ·
1902/03 ·
1903/04 ·
1904/05 ·
1905/06 ·
1906/07 ·
1907/08 ·
1908/09 ·
1909/10 ·
1910/11 ·
1911/12 ·
1912/13 ·
1913/14 ·
1914/15 ·
1915/16 ·
1916/17 ·
1917/18 ·
1918/19 ·
1919/20 ·
1920/21 ·
1921/22 ·
1922/23 ·
1923/24 ·
1924/25 ·
1925/26 ·
1926/27 ·
1927/28 ·
1928/29 ·
1929/30 ·
1930/31 ·
1931/32 ·
1932/33 ·
1933/34 ·
1934/35 ·
1935/36 ·
1936/37 ·
1937/38 ·
1938/39 ·
1939/40 ·
1940/41 ·
1941/42 ·
1942/43 ·
1943/44 ·
1944/45 ·
1945/46 ·
1946/47 ·
1947/48 ·
1948/49 ·
1949/50 ·
1950/51 ·
1951/52 ·
1952/53 ·
1953/54 ·
1954/55 ·
1955/56 ·
1956/57 ·
1957/58 ·
1958/59 ·
1959/60 ·
1960/61 ·
1961/62 ·
1962/63 ·
1963/64 ·
1964/65 ·
1965/66 ·
1966/67 ·
1967/68 ·
1968/69 ·
1969/70 ·
1970/71 ·
1971/72 ·
1972/73
Hoofdklasse heren:

1973/74 · 
1974/75 · 
1975/76 · 
1976/77 · 
1977/78 · 
1978/79 · 
1979/80 · 
1980/81 · 
1981/82 · 
1982/83 · 
1983/84 · 
1984/85 · 
1985/86 · 
1986/87 · 
1987/88 · 
1988/89 · 
1989/90 · 
1990/91 · 
1991/92 · 
1992/93 · 
1993/94 · 
1994/95 · 
1995/96 · 
1996/97 · 
1997/98 · 
1998/99 · 
1999/00 · 
2000/01 · 
2001/02 · 
2002/03 · 
2003/04 · 
2004/05 · 
2005/06 · 
2006/07 · 
2007/08 · 
2008/09 · 
2009/10 · 
2010/11 · 
2011/12 · 
2012/13 ·
2013/14 ·
2014/15 ·
2015/16 ·
2016/17 ·
2017/18 ·
2018/19 ·
2019/20 ·
2020/21 ·
2021/22 ·
2022/23 ·
2023/24 ·
2024/25 ·